# Gonia turkestanica
Gonia turkestanica là một loài ruồi trong họ Tachinidae.